# St. Barbara (Tiefenbach bei Oberstdorf)

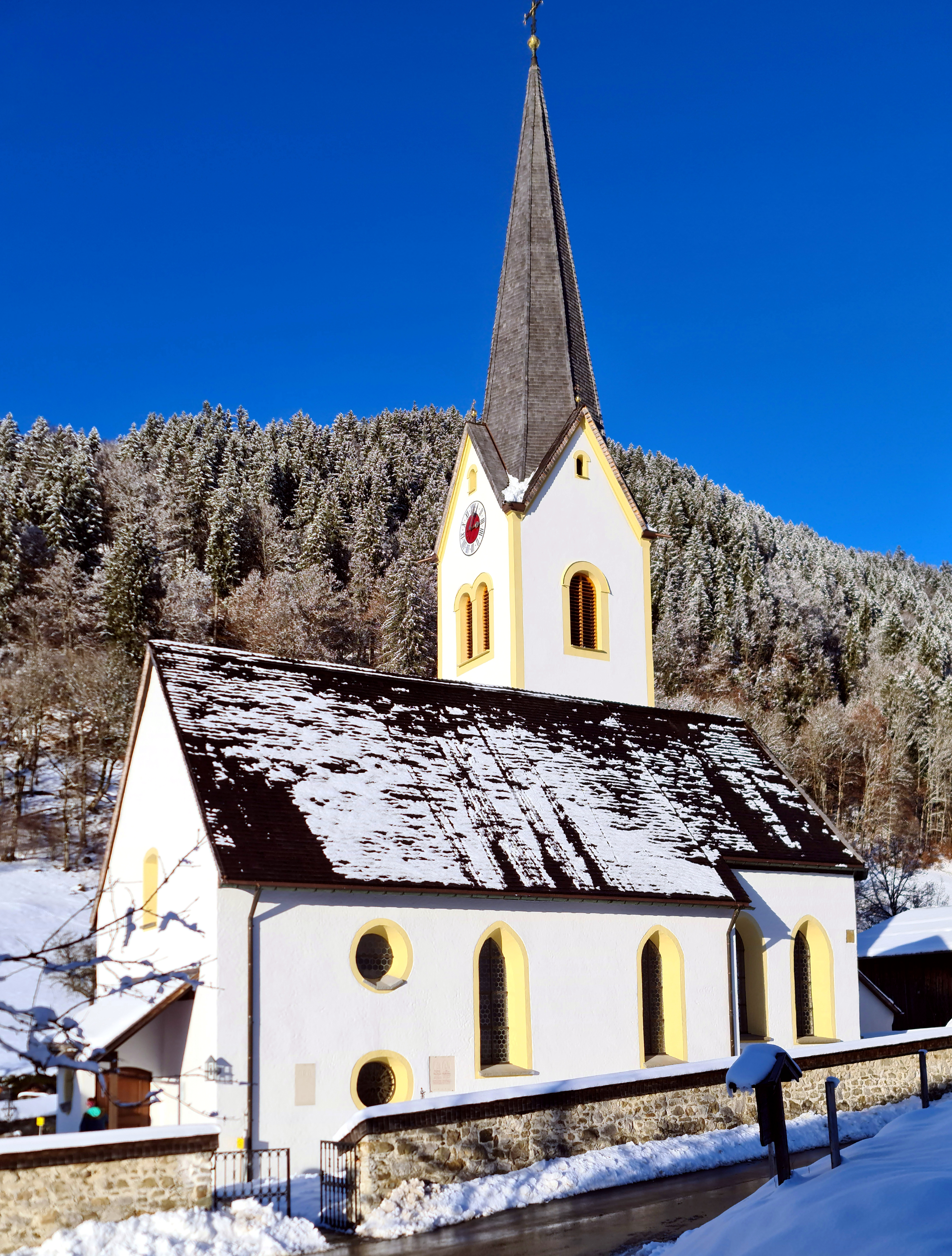
St. Barbara in Tiefenbach

Innenraum

Die Pfarrkirche St. Barbara im oberallgäuischen Tiefenbach bei Oberstdorf ist ein spätgotischer Sakralbau, in dessen Mauerwerk im Bereich der Langhausnordwand noch Reste eines Kapellenbaus von 1458 stecken. Der Ausbau zur Kirche fand in den Jahren 1499 bis 1504 statt, als Tiefenbach eine eigene Pfarrei wurde.

## Geschichte
Am 12. Dezember 1458 wurde der Vorgängerbau, eine Marienkapelle mit den Nebenpatrozinien Hl. Kreuz, St. Theodul und St. Barbara, durch den Konstanzer Weihbischof geweiht. Eine zweite Weihe der Kapelle mit dem Wechsel des Hauptpatroziniums zu St. Barbara fand am 3. März 1485 statt. Auf Wunsch des Grafen Hugo von Montfort, Graf von Montfort-Rothenfels-Wasserburg und des Fischener Pfarrers Sigmund von Heimenhofen wurde Tiefenbach 1499 aus Teilen der Pfarrei Fischen zum eigenständigen Seelsorgebezirk erhoben. Im selben Jahr begann, unter Beibehaltung einer Mauerpartie des bisherigen Sakralbaus, die Errichtung der Pfarrkirche. 1504 war mit dem Chorbau die Kirche vollendet. Die Weihe fand jedoch erst am 21. Juni 1513 durch den Konstanzer Weihbischof statt.

Blick in den Chor

Im 18. Jahrhundert wurde die Kirche in mehreren Phasen barockisiert, wobei das gotische Gewölbe des Chors unangetastet blieb. So wurden im Langhaus eine mit Stuck verzierte Putzdecke eingezogen, die Fenster erneuert und vergrößert sowie in der Nordwestecke des Chors ein Oratorium eingebaut. 1824 erhielt das Baudenkmal eine neue Altarausstattung. Die reich verzierte Emporenbrüstung wanderte  1832 durch die Erweiterung der Empore in Richtung Altarraum. Erste Restaurierungen erfolgten in den Jahren 1843/44 und 1879/83, bei letzterer bekam die Kirche ihre heutige Ausmalung und eine Erneuerung der Einrichtung. Weitere Restaurierungen fanden 1933 (außen), 1938 (innen) und 1960 (gesamt) statt.

## Architektur

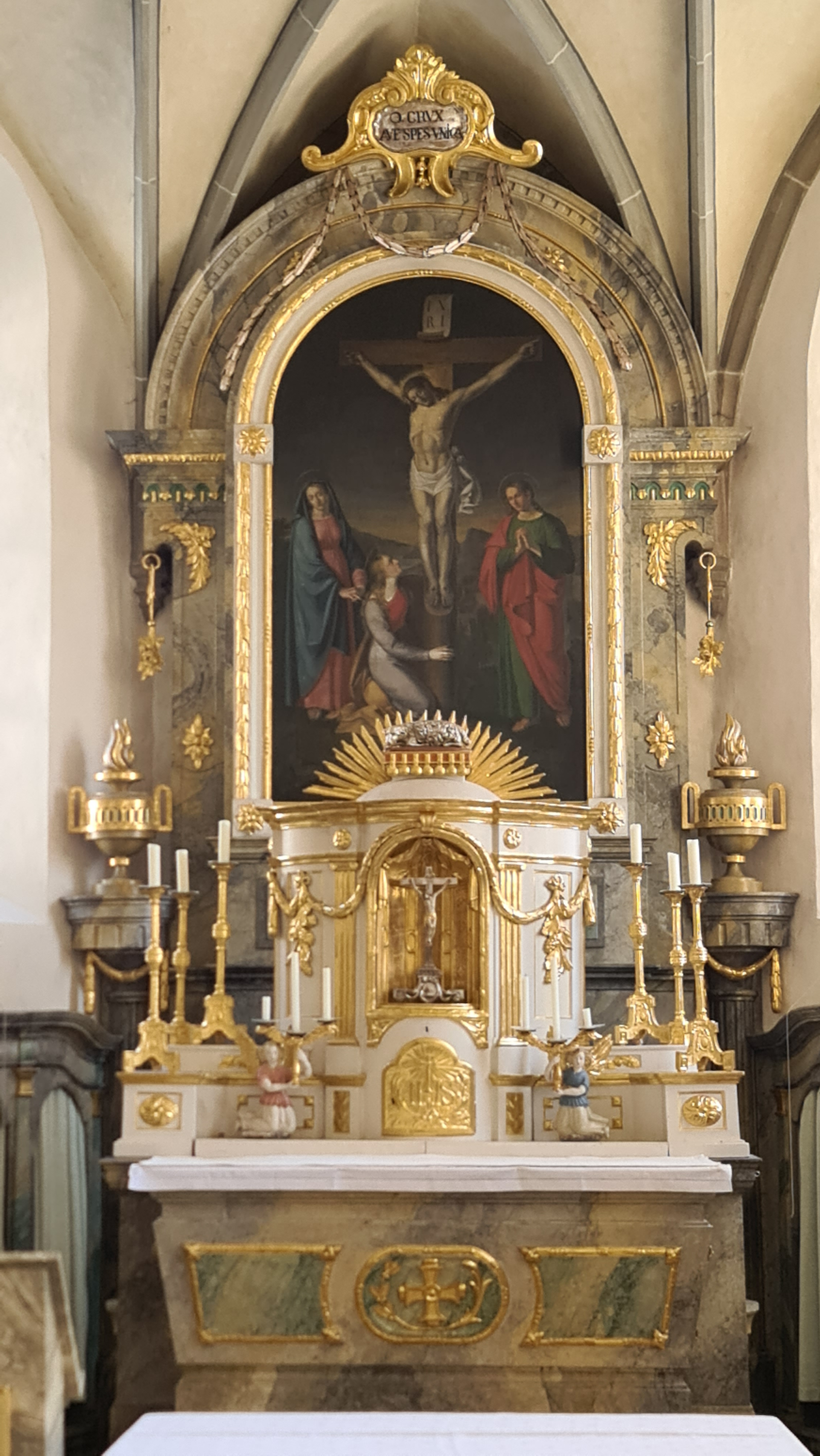
Hochaltar

Strigels Wandfreskos an der ehemaligen Kapellenwand

Die Pfarrkirche besitzt ein breites dreijochiges Langhaus (Länge:Breite 4:3) und einen stark eingezogenen zweijochigen Chor mit Dreiachtelschluss. An der Nordseite des Chors ist ein stämmiger Spitzrhombendachturm angebaut. Das Langhaus mit einer weit hereingezogenen Emporenzone besitzt ein Flachgewölbe. Der mit einem Sternrippengewölbe abgeschlossene Chor wird mit einem weit eingezogenen Chorbogen vom Langhaus abgetrennt.

## Ausstattung
Der rundbogige Hochaltar wurde 1824 von den Brüdern Anton und Gottlieb Petrich aus Missen gefertigt. Das Altarbild von Ludwig Caspar Weiß zeigt die Kreuzigung Christi. Seitlich befinden sich auf Konsolen zwei große Vasen. Der Tabernakel auf der Mensa zeigt klassizistischen Dekor.
An dem mit Barockstuck verzierten Oratorium ist das Christusmonogramm angebracht. Rechts neben dem Oratorium befindet sich an der Chornordwand ein Kruzifix aus dem 16. Jahrhundert, diesem wurden die von dem 1513 geweihten Choraltar stammenden Skulpturen der Heiligen Christophorus und Theodul, des Schutzpatrons der Walser, zur Seite gestellt. Ihnen gegenüber steht in der Wandecke auf einer Konsole eine qualitätvolle Madonna aus der Mitte des 17. Jahrhunderts. Die Beichtstühle und das Chorgestühl stammen aus der Zeit der Barockisierung.
Die beiden Seitenaltäre zeigen den gleichen Aufbau wie der Hochaltar und wurden ebenfalls durch Anton und Gottlieb Petrich geschaffen. Der linke Seitenaltar ist der Kirchenpatronin gewidmet und zeigt auf dem Altargemälde das Martyrium der heiligen Barbara. Der rechte Rosenkranzbruderschaftsaltar zeigt auf dem Altargemälde die Rosenkranzverleihung an die Heiligen Dominikus und Katharina von Siena. Diese wurden ebenfalls von Ludwig Caspar Weiß ausgeführt.

Mittelteil der Emporenbrüstung

An dem Mauerstück der Langhausnordwand, das beim Kirchenbau mitverwendet wurde, sind von Hans Strigel d. J. signierte Fresken aus dem Jahr 1477 zu sehen. Von einem achtteiligen Passionszyklus ist die Kreuzabnahme Christi noch gut und weitgehend vollständig erhalten. Links schloss sich die Kreuzigung an (es sind noch zwei Zuschauer zu sehen), rechts die Grablegung (neben der Fensternische noch eine Ecke des Sarkophags). Rechts neben dem darunter verlaufenden Spruchband und dem Rankenfries sind der heilige Johannes der Täufer und zwei weibliche Heilige dargestellt.
Inmitten der mit Laub- und Bandelwerkkartuschen stuckierten Decke befindet sich das Hauptfresko mit einer Darstellung der Auferstehung Christi, das wie die kleinen Kartuschenfresken wiederum vom Rettenberger Ludwig Caspar Weiß geschaffen wurde.
Die Kanzel wurde in zwei Abschnitten geschaffen. Der mit Säulen verzierte Korb stammt aus der Zeit um 1700, und der von einem Putto getragene Schalldeckel, der mit zwei musizierenden Putten bekrönt ist und eine Heiliggeisttaube an der Unterseite besitzt, wurde 1758/59 geschaffen. Links neben dem Rosenkranzbruderschaftsaltar ist der spätgotische Taufstein von 1515 mit Maßwerkverzierung aufgestellt.
An der Langhaussüdwand ist eine Gedenktafel des Franz Graf von Königsegg-Rothenfels unter dem Langhauskreuz aus dem Jahr 1796 angebracht. Diese wurde gestiftet, weil sich die Familie durch eine Flucht nach Tiefenbach vor den Franzosen in Sicherheit bringen konnte.
Die mit Säulen verzierte und mit Gemälden ausgestattete Emporenbrüstung gehört zu den augenfälligsten Ausstattungsstücken der Kirche. Die Kröpffelder wurden im frühen 18. Jahrhundert mit den Brustbildern der zwölf Apostel bemalt. Die untere Leiste ziert ein Blumengehänge-Band in Grisailletechnik.
Am Chorbogen sind zwei Tragestangen mit den qualitätvollen Skulpturen einer Strahlenkranzmadonna und Jesus als Guter Hirte aufgestellt. Die Kreuzwegstationen wurden 1763 angefertigt.
Die Orgel wurde 1904 von Heinrich Koulen erbaut. Sie umfasst 13 Register auf zwei Manualen und Pedal.

Linker Seitenaltar
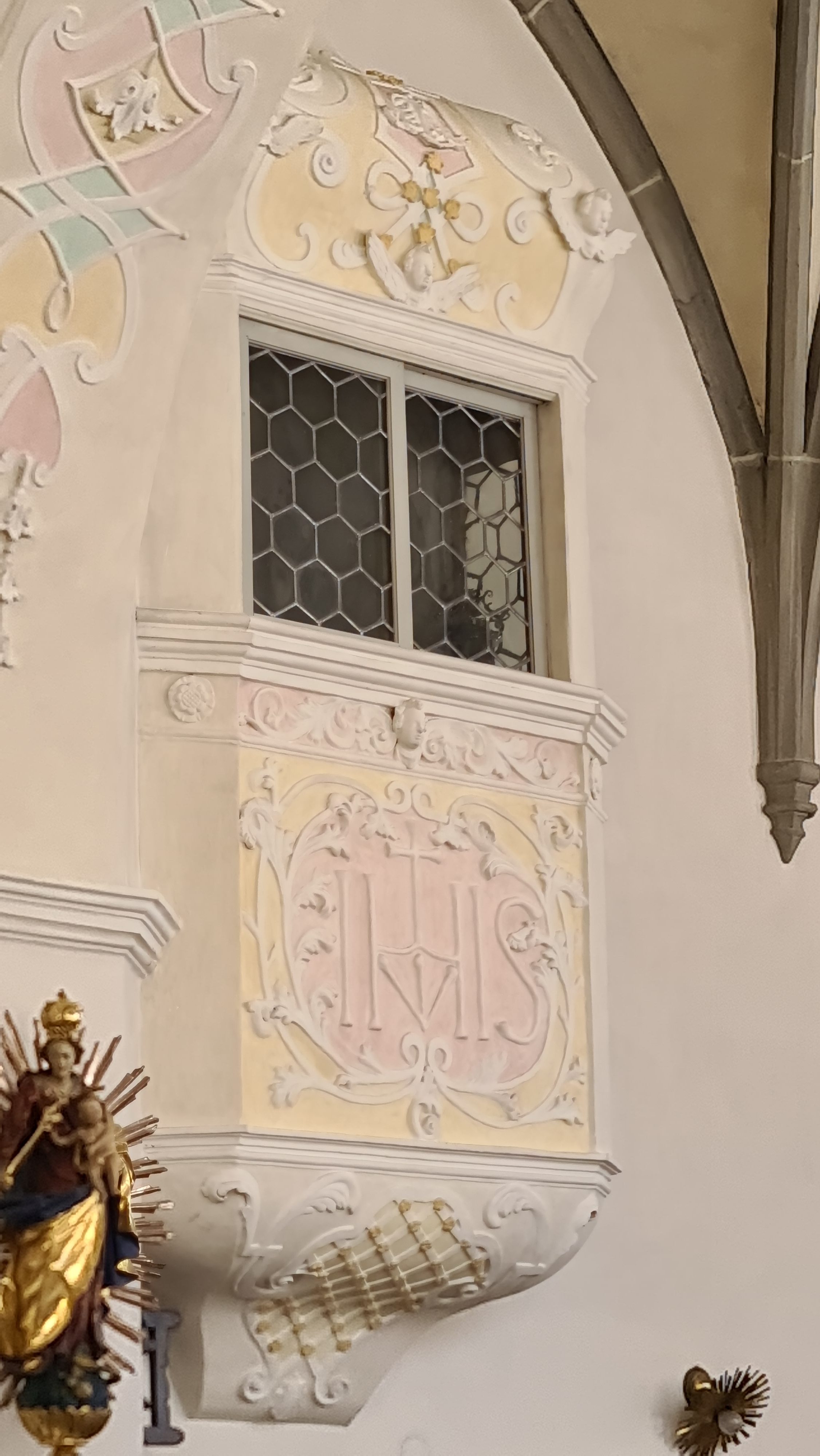
Das Oratorium im Chor
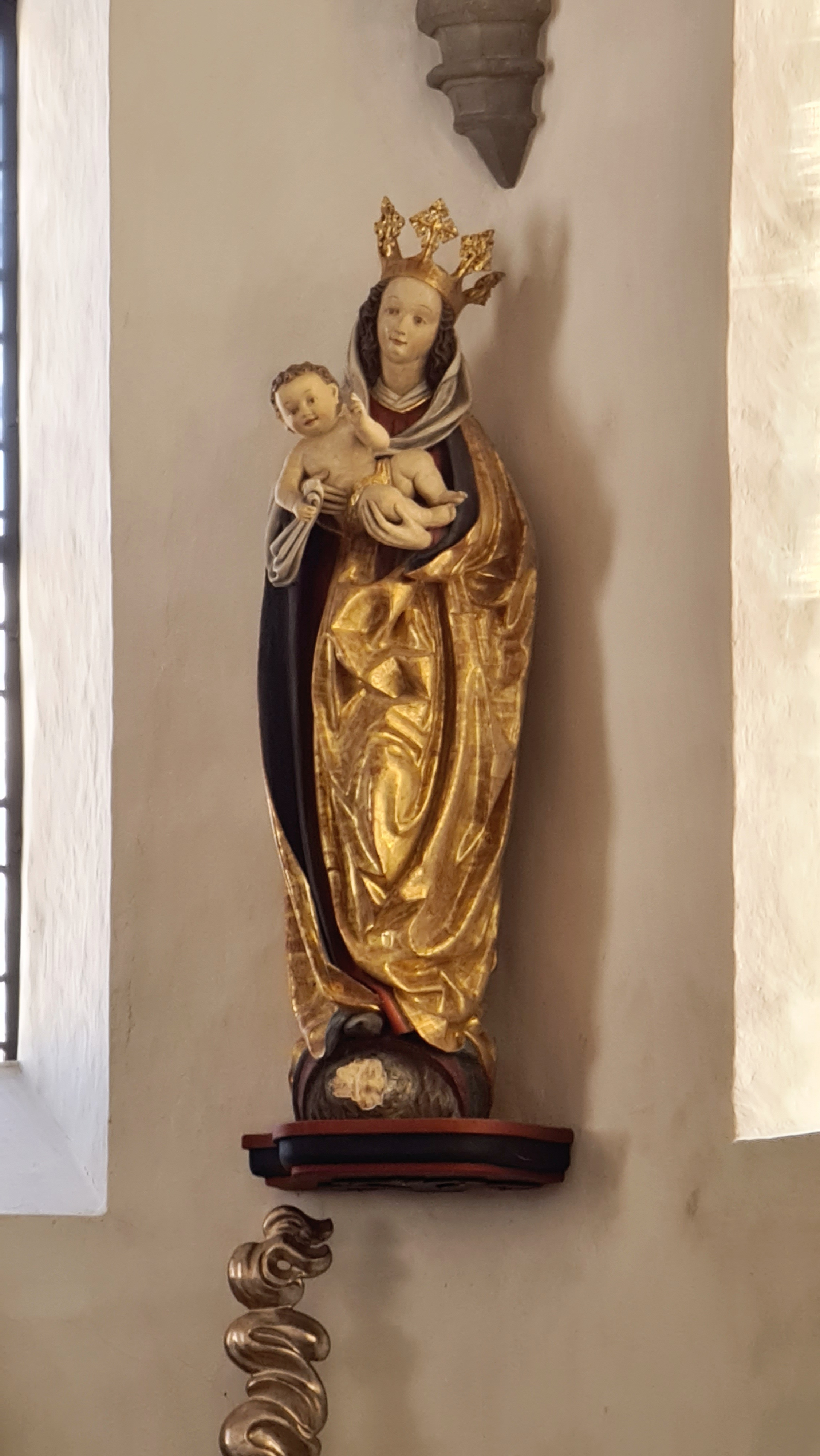
Madonna im Chor
Hauptfresko im Langhaus
Rothenfels-Gedenktafel
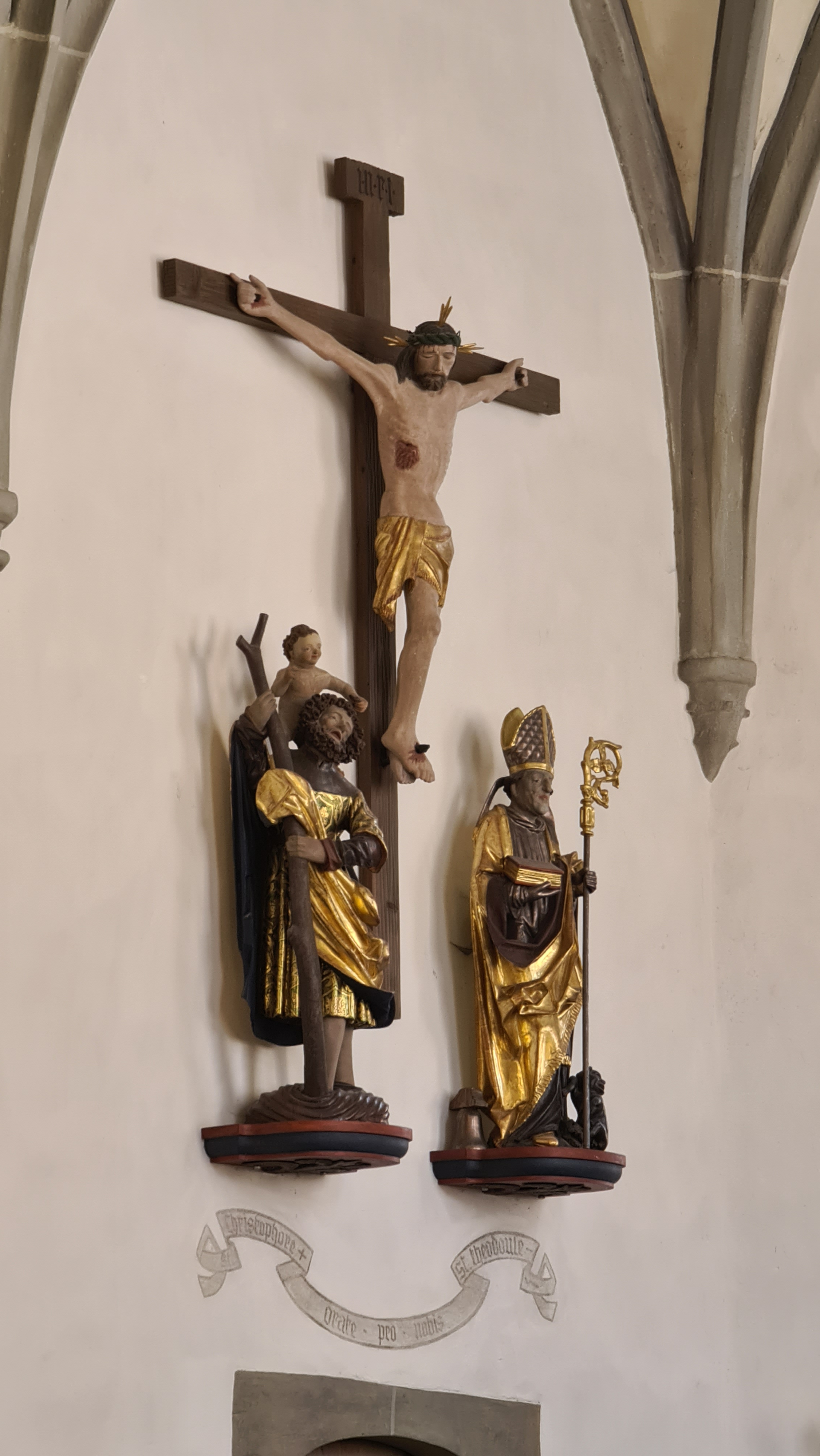
Kruzifix (16. Jh.) und Christopherus und Theodul (1510)